# Trévoux (Finistère)
Trévoux (bret. An Treoù-Kerne) – miejscowość i gmina we Francji, w regionie Bretania, w departamencie Finistère.
Według danych na rok 1990 gminę zamieszkiwały 983 osoby, a gęstość zaludnienia wynosiła 47 osób/km² (wśród 1269 gmin Bretanii Trévoux plasuje się na 586. miejscu pod względem liczby ludności, natomiast pod względem powierzchni na miejscu 476.).